# Моретти, Лиза
Лиза Мари Моретти (англ. Lisa Mary Moretti, род. 26 ноября 1961, Инглвуд, Калифорния) — бывшая американский рестлер. Наибольшую славу получила благодаря выступлениям в федерации реслинга World Wrestling Federation (позже — WWE) под именем Айвори (англ. Ivory), где выступала в период с 1999 по 2005 год. Член Зала Славы WWE с 2018 года.

## Карьера
Моретти начала свою карьеру рестлера в 1986 году, в промоушене Gorgeous Ladies of Wrestling (GLOW) под именем Тина Феррари. В 1999 году, дебютирует в WWF, где становится менеджером команды Марка Генри и Ди'Ло Брауна. После выигрыша титула чемпионки среди женщин, становится частью группировки Right to Censor. За свою карьеру, трижды выигрывала женский чемпионский титул WWF.
Появлялась во многих шоу WWE, в том числе и Tough Enough, где она выступила в качестве тренера. После ухода из WWE в 2005 году, Моретти какое-то время выступает в инди-федерациях. В их число входит промоушен женского реслинга Women Superstars Uncensored. После выигрыша нескольких титулов, была введена в Зал Славы WSU.
После окончания карьеры, Моретти занималась благотворительностью. Она принимала участие в озеленении территории, а также была волонтёром в приюте бездомных собак. В 2007 году, Моретти открывает собственный собачий питомник в своём родном городе.
29 января 2022 года Айвори, в персонаже группировки Right To Censor, вошла в женскую «Королевскую битву» под номером 18 и по пути к рингу сделала короткую речь. Она продержалась в матче всего 25 секунд, после чего была выброшена Реей Рипли.

## Титулы и достижения
- Carolina Championship Wrestling
  - CCW Women’s Tag Team Championship (1 раз) — с Бэмби

- Gorgeous Ladies of Wrestling
  - GLOW Championship (1 раз)
  - GLOW Tag Team Championship (1 раз) — с Эшли Картьер

- Ladies Sports Club
  - LSC Championship (1 раз)[10]

- Powerful Women of Wrestling
  - POWW Championship (2 раза)

- SuperGirls Wrestling
  - SuperGirls Championship (1 раз)[11]

- Women Superstars Uncensored
  - Зал славы WSU (2011)
- World Wrestling Federation/WWE
  - Чемпион WWF среди женщин (3 раза)[12]
  - Зал славы WWE (2018)